# 毛遐
毛遐（？—？），字鸿远，北地郡三原县（今陕西省咸阳市三原县）人，北魏、西魏官员，封宜君县开国公。

## 生平
毛遐家族世代为部落酋长，曾祖毛天爱在魏太武帝拓跋焘时期出任定州刺史，封始昌子，爵位传承到毛遐，四代没有断绝。
正光年间，萧宝夤为大都督讨伐关中各处叛军，咸阳郡太守韦邃当时为都督，以毛遐为都督府长史。萧宝夤战败退回长安，三辅地区骚乱。毛遐因此辞别韦邃回到北地郡，与弟弟毛鸿宾聚集乡里的豪杰之士，向着东西讨伐，氐族和羌族许多人投奔他们，共同推举毛鸿宾为盟主。不久叛军主帅宿勤买奴在北地郡自号京兆王，毛遐假装向他投降，而与毛鸿宾进攻他的军营。叛军自相残杀，毛遐派兵追击，宿勤买奴的七个军营被平定。
后来萧宝夤准备反叛，毛遐知道后寄书信给毛鸿宾，求取马匹准备迎战，又在马祗栅建立旗鼓以抵御萧宝夤，进攻萧宝夤的部将卢祖迁将他俘虏。萧宝夤当天在南郊祭天，自称皇帝，礼仪还没结束就宣告失败，萧宝夤害怕，口发干脸变色，无暇顾及军队，他的军队全部大乱后返回。皇帝诏令毛遐出任豳州刺史，进爵为伯。毛遐又击败萧宝夤的部将侯终德。萧宝夤知道内外情况发生变化，轻装带领十多个骑兵逃到巴中。毛遐与弟弟毛鸿宾都立下大功，魏孝明帝元诩诏令说：“改三原县为建忠郡，表彰毛遐兄弟的功劳。”当年冬天，万俟丑奴攻克秦州，魏孝庄帝元子攸诏令毛遐兼任尚书，二州行台。永熙三年（534年），魏孝武帝元修西入关中，敕令宇文泰设置两名尚书，分管机要事务，毛遐和周惠达开始担任这两个职务。此时，长安政权刚刚创立，两人积攒粮食储备起来，制造各种器械，精选士兵战马，整个朝廷都依靠他们。毛遐升任骠骑大将军、仪同三司，去世。
毛遐年轻时好行侠义，有智谋。他家世代为豪强大族，资产上亿，一些生活贫困的士人，大多得到毛遐的赈济。已故中书郎檀翥、尚书郎公孙范等人，经常依附于毛遐。毛遐自己却只是吃粗粮穿破衣。毛遐去世的时候，同乡参加他的葬礼，都为他感到痛惜。

## 其他
毛遐虽然很早就自立名声，但仍在弟弟毛鸿宾之下。关中叛军起兵时，毛鸿宾经常与毛遐一个防守一个作战。毛鸿宾后来出任岐州刺史、散骑常侍、开国县侯。毛遐笑着对毛鸿宾说：“抗击贼人的功劳，我不在你之后，至于得到赏赐，你却在我前面，这是因为在用仁德帮助别人的方面，我不如你的缘故。”

## 造像记
毛遐曾于大统元年二月某日在沮河旁造像，落款为“大行台、尚书、北雍州刺史、宜君县开国公毛遐。”

## 家庭

### 兄弟姐妹
- 毛鸿宾，西魏潼关大都督、开国县侯
- 毛鸿显，西魏广州刺史、开国县侯

## 延伸阅读
[在维基数据编辑]
 《北史·卷049》，出自李延壽《北史》